# Weiland bij Oosterbeek
Weiland bij Oosterbeek is een schilderij van de Nederlandse kunstschilder Gerard Bilders, gedateerd 1860, olieverf op linnen, 39 × 55 centimeter groot. Het toont drie koeien liggend in de schaduw van enkele wilgen, tegen de achtergrond van een oplichtende weide en wolkenlucht, in een stijl die een overgang van de romantiek naar het realisme van de Haagse School markeert. Het werk bevindt zich sinds 1907 in de collectie van het Rijksmuseum Amsterdam.

## Context
Bilders werd door zijn vader Johannes Warnardus opgeleid in de romantische traditie, die rond 1850 hoogtij vierde in de Nederlandse schilderkunst. Samen met zijn vader vestigde hij zich in de omgeving van Oosterbeek, aan de Veluwezoom, om er landschappen te schilderen. In Oosterbeek kwam hij ook in contact met de schrijver Johannes Kneppelhout, die zijn mecenas werd en hem in staat stelde diverse studiereizen te maken. In 1860 bezocht hij Brussel en raakte daar tijdens een tentoonstelling onder de indruk van het werk van de kunstschilders uit de School van Barbizon. Deze ervaring nam hij mee terug naar Oosterbeek, waar zich in de tijd een heuse kunstenaarskolonie begon te vormen, die het nieuwe realisme van de Barbizonschilders hoog in het vaandel zou zetten. Het zou uiteindelijk de bakermat blijken voor wat later de Haagse School zou worden genoemd.

## Afbeelding
Weiland bij Oosterbeek is een van de landschappen die Bilders kort na zijn terugkeer uit Brussel in Oosterbeek maakte. Het  is 'en plein air' geschetst in later in het atelier afgewerkt. De compositie is harmonisch en ongedwongen. Op de voorgrond plaatst hij donkere schaduwpartijen waarin een drietal koeien verkoeling zoeken, terwijl een zonovergoten weidelandschap op de achtergrond oplicht vanaf de horizon. Het lome vee en de zilvergroene schittering van het wilgenlandschap zijn op uiterst vaardige wijze weergegeven.
Weiland bij Oosterbeek markeert duidelijk de overgangsfase waarin de Nederlandse schilderkunst uit die periode alsook het werk van Bilders zelf zich bevond. De romantische geest is nog duidelijk voelbaar, maar toch is het werk intiemer, verstild bijna. Alsof je de vliegen kunt horen zoemen. De romantische aandacht voor het overweldigende heeft plaatsgemaakt voor een realistische gerichtheid op eenvoud en atmosfeer. Deze gerichtheid zou later kenmerkend worden voor de schilders uit de Haagse School, waarvan veel telgen uit de eerste generatie nog met Bilders in Oosterbeek hadden gewerkt. Bilders zelf heeft de doorontwikkeling van de Haagse School echter zelf niet meer mogen ervaren. Hij werd ziek en stierf op jonge leeftijd, in 1866, zonder dat hij ook in zijn eigen werk de omwenteling volledig door had weten te zetten.